# Região Geográfica Intermediária de Cáceres
A Região Geográfica Intermediária de Cáceres é uma das cinco regiões intermediárias do estado brasileiro de Mato Grosso e uma das 134 regiões intermediárias do Brasil, criadas pelo Instituto Brasileiro de Geografia e Estatística (IBGE) em 2017. É composta por 21 municípios, distribuídos em três regiões geográficas imediatas.
Sua população total estimada pelo Instituto Brasileiro de Geografia e Estatística (IBGE) para 1º de julho de 2018 é de 311 817 habitantes, distribuídos em uma área total de 103 496,006 km².
Cáceres é o município mais populoso da região intermediária, com 93 882 habitantes, de acordo com estimativas de 2018 do Instituto Brasileiro de Geografia e Estatística (IBGE).

## Regiões geográficas imediatas
| Região geográfica imediata                              | Municípios | População Estimativa 2018 | Área (km²)  |
| ------------------------------------------------------- | --- | ------------------------- | ----------- |
| Região Geográfica Imediata de Cáceres                   | Cáceres Curvelândia Lambari d'Oeste Rio Branco Salto do Céu                                                                                    | 113 729                   | 29 031,089  |
| Região Geográfica Imediata de Pontes e Lacerda-Comodoro | Campos de Júlio Comodoro Conquista d'Oeste Nova Lacerda Pontes e Lacerda Vale de São Domingos Vila Bela da Santíssima Trindade                 | 101 926                   | 59 665,123  |
| Região Geográfica Imediata de Mirassol d'Oeste          | Araputanga Figueirópolis d'Oeste Glória d'Oeste Indiavaí Jauru Mirassol d'Oeste Porto Esperidião Reserva do Cabaçal São José dos Quatro Marcos | 96 162                    | 14 799,794  |
| Total                                                   | 21 | 311 817                   | 103 496,006 |